# 아주자동차대학교
아주자동차대학교(亞洲自動車大學校, Ajou Motor College)는 대한민국 충청남도 보령시에 위치한 사립 전문대학이다.

## 연혁
1994년 11월 17일, 학교법인 대우학원에 의하여 대천전문대학이 설립되었다. 1998년 5월, 대천대학으로 교명을 변경하였고, 2022년 9월, 아주자동차대학교로 교명을 변경하여 현재에 이르고 있다.

## 교육편제
아주자동차대학교는 미래자동차공학부 단일학부를 설립하고 하위로 6개 전문학사 학위 전공 과정을 편제하고 있다.

## 캠퍼스 풍경
아주자동차대학교는 충청남도 소재 사립 전문대학으로, 관산리에 그 캠퍼스를 두고 있다. 대학길이 캠퍼스 북측, 배재길이 캠퍼스 동측과 남측에 접하며, 대학길을 통해 정문으로 접근할 수 있다. 캠퍼스 내에는 약 12동의 건축물이 위치하고 있다.

## 같이 보기
- 아주대학교